# 本予備線方式
本予備線方式（ほんよびせんほうしき）とは、フィーダーを需要に応じて2本敷設し、1本を常用・もう一方を予備とする配電方式である。
日本では、需要密度の小さい地域の信頼性の要求される需要家や変圧器塔への配電方式として用いられている。
- 特徴
  - 保安装置が単純で安価である。
  - 需要家を停電させずに、1本ずつフィーダーを点検できる。
  - フィーダーの利用率が低く、フィーダーの敷設費用が高くつく。

## 環状方式
フィーダーを環状にし、T分岐で各需要家に供給するものである。
- 特徴
  - 事故区間を切り離せば、配電の再開が可能である。また、需要家を停電させずに、区分開閉器で区分された区間の点検を行うことができる。
  - フィーダーの敷設費用が安価となる。
  - 電力会社の指令に従って、各需要家が受電設備の操作を行わなければならない。また、1つの需要家の事故が広範囲の波及事故につながることを防止するための保安装置が複雑で高価である。